# فربيون صخري
الفربيون الصخري أو الحلاب الصخري (باللاتينية: Euphorbia petrophila) نوع نباتي يتبع جنس الفربيون من الفصيلة اللبنية.
النبات سام كبقية أنواع الفربيون.

## الموئل والانتشار
ينتشر في بلاد الشام وتركيا والقوقاز وأوكرانيا ورومانيا وجنوب روسيا.

## مرادفات للاسم العلمي
- (باللاتينية: Galarhoeus petrophilus (C. A. Mey.) Prokh.)
- (باللاتينية: Tithymalus petrophilus (C. A. Mey.) Soják)
- (باللاتينية: Euphorbia cretophila Klokov)